# 킥스타터
킥스타터(영어: Kickstarter)는 2009년 시작된 미국의 크라우드 펀딩 서비스이다. 영화, 음악, 공연예술, 만화, 비디오게임 등 다양한 분야 프로젝트의 투자를 유치했다. 프로젝트를 게시 하는 사람을 크리에이터 그리고 프로젝트에 기부하는 사람을 백커라고 한다. 크리에이터는 목표금액을 설정하고 목표금액에 도달 또는 초과하면 금원을 수령하고, 목표액을 넘지 못하면 돈은 백커에게 반환된다. 백커는 돈이나 지분이 아닌 리워드를 받는다. 리워드라고 하는것은 크리에이터가 개발한 제품 또는 프로젝트에 명기된 유무형의 보상을 받는다.

## 같이 보기
- 인디고고
- 크라우드펀딩
- 오픈 소스 하드웨어